# Otto Hofer (Dichter)

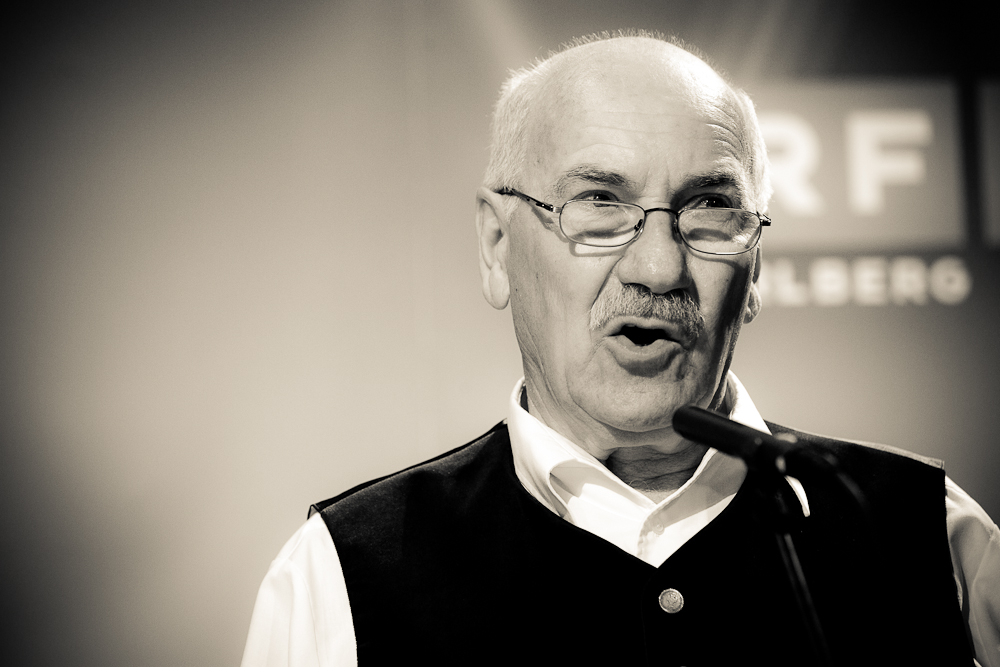
Otto Hofer (2011)

Otto Johann Hofer „dar Willibaldar“ (* 22. September 1940 in Lustenau) ist ein österreichischer Humorist und Mundartautor.

## Leben und Werk
Otto Hofer wuchs als erster von zwei Söhnen in seiner Geburtsgemeinde Lustenau in Vorarlberg auf. Sein Vater Eduard Hofer war Lustenauer, seine Mutter Maria (geborene Trinker) kam aus St. Martin / Villach.
Nach der Pflichtschule begann Hofer in der Stickereifabrik Josef König & Co. als Schifflefädner zu arbeiten. Mit 17 Jahren wechselte er zur Stickereifirma ISCO, erwarb den Meisterbrief als Stickermeister und Puncher, worauf er bald den Betrieb als Stickermeister bis zur Pensionierung leitete. Von 1976 bis 1979 war er für eine libanesische Firma in Kano (Nigeria) tätig. Er half beim Aufbau eines großen Stickereibetriebs, den er, nach eigenen Angaben, nicht nur als Stickermeister, sondern als „Mädchen für alles“ (Musterzeichner, Puncher, Maschinenwart etc.) leitete.
Schon als Schulbub lernte er viele Gedichte des Lustenauer Heimatdichters Hannes Grabher auswendig. Mit 18 Jahren entstand sein erstes eigenes Gedicht in Lustenauer Mundart: „D‘ Gaschti“.
Als Musikant war Otto Hofer über 40 Jahre Mitglied des MV Concordia Lustenau. Das Spielen auf der Tuba hatte er bei einem Musikkameraden gelernt. Bei Auftritten des Musikvereins – etwa dem „Sanderfest“ (Wiesenfest der Concordia) – kam sein Erzähltalent zutage.
Mit zwei Musikkameraden bildete er das „Trio Grappa“, das in den 1960er und 1970er Jahren auf vielen Hochzeiten und zu anderen Festivitäten aufspielte. Hofer spielte die steirische Harmonika und füllte die Lücken, in Ermangelung eines großen Musikrepertoires, mit lustigen Anekdoten. Das Spiel auf der Gitarre hatte er sich selbst beigebracht und bei Konzerten der Concordia spielte er auch Bassgitarre.
In den 1980er Jahren suchte Hofer viele ehemalige alte Schmuggler auf und sammelte einen Schatz an Erzählungen, die er im Götzner „Schuolhüsle“ und bei vielen anderen Gelegenheiten zum Besten gab. Beim Heimatherbst des ORF Vorarlberg war Otto Hofer mit seinen humorvollen Mundarterzählungen immer wieder zu Gast. Gemeinsam mit seiner Frau Veronika und anderen namhaften Lustenauer Mundartdichtern arbeitete Hofer in den Jahren 2014–2015 am Lustenauer Wörterbuch.
2007 begannen seine Auftritte mit der Vier-Mann-Band „Kleaborar Bahnteifl“ aus Egg, die ihn im ganzen Land bekannt machten. Elf Jahre „tourte“ Hofer mit den Bregenzerwälder Musikanten durch Vorarlberg.
Im Rahmen der Ma-hilft-Gala am 25. November 2018 wurde Otto Hofer im Angelika-Kaufmann-Saal in Schwarzenberg für sein Engagement das Große Verdienstzeichen des Landes Vorarlberg überreicht.
2019 zog sich Otto Hofer von seinem Bühnenleben zurück.
Er lebt mit seiner Frau Veronika in Lustenau. Otto Hofer hat zwei Söhne, eine Tochter und sieben Enkelkinder. Seine Tochter Ingrid ist Autorin, Sängerin und Liedermacherin.

## Musik
1989 veröffentlichte Otto Hofer sein erstes und einziges Lied in Lustenauer Mundart „Dar Moschtkruog“ (Der Mostkrug). 1990 wurde das Lied im Schuolhüsle in Götzis uraufgeführt. Die Tonaufnahme dieser Uraufführung wurde erstmals mit dem Album „Schmuggler & Schweizer“ 2021 veröffentlicht.

### Diskografie
- 2021: Otto Hofer – Makaberes & Allerlei (Live), Label fraumutz records
- 2021: Otto Hofer – Lachen ist gesund (Live), Label fraumutz records
- 2021: Otto Hofer – Schmuggler & Schweizer (Live), Label fraumutz records
- 2021: Otto Hofer – Lustenauer Originale (Live), Label fraumutz records
- 2021: Otto Hofer – Büttenreden (Live), Label fraumutz records

## Publikationen
- Lustenauer Mundartgedichte, Gedichtband, Eigenverlag, Lustenau 1976
- Ir Hoschtat, Gedichtband, Eigenverlag, Lustenau 1979
- Dohuom, Gedichtband Eigenverlag, Lustenau 1985
- Schmuggler, Anekdoten und Geschichten, Eigenverlag, Lustenau 1992
- Geboren in Lustenau, Biografie, Eigenverlag, Lustenau 2004
- Beiträge im Buch „Geschichte der Vlbg. Mundart – Oh Hoamatle“, in der Mundartanthologie „Am Rhi“ und im Buch zur Kampagne „Alkohol & Co. – du trinkst mich noch um“.

## Anerkennungen
- 2018 Großes Verdienstzeichen des Landes Vorarlberg
- 2021 Verdienstzeichen der Marktgemeinde Lustenau